# Andrzej Potocki (hetman polny koronny)
Andrzej Potocki herbu Pilawa (zm. 2 września 1691 w Stanisławowie) – kasztelan krakowski w 1682 roku, wojewoda krakowski w 1682 roku, wojewoda kijowski w 1668 roku, hetman polny koronny w 1684 roku, chorąży wielki koronny w 1660 roku, starosta halicki w latach 1647–1691, starosta kołomyjski w 1649 roku, starosta mościcki i medycki w 1667 roku, starosta śniatyński, starosta leżajski w 1655 roku, pułkownik wojska powiatowego ziemi halickiej w 1665 roku, rotmistrz wojska powiatowego ziemi halickiej w 1648, 1657 roku i w latach 1660-1665.

## Życiorys
Syn hetmana wielkiego koronnego Stanisława Rewery Potockiego. 
Poseł na sejm 1641 roku, sejm 1646 roku. Poseł sejmiku halickiego na sejm ekstraordynaryjny 1647 roku. 
Poseł sejmiku halickiego na sejm 1649/1650 roku, sejm 1653 roku, sejm nadzwyczajny 1654 roku, sejm 1655 roku, sejm 1658 roku, sejm 1661 roku, sejm 1662 roku, sejm 1664/1665 roku, sejm 1665 roku, oba sejmy 1666 roku, sejm 1667 roku, sejm nadzwyczajny 1668 roku, sejm nadzwyczajny (abdykacyjny) 1668 roku.
W 1649 roku walczył w bitwie pod Zborowem, a w 1651 w bitwie pod Beresteczkiem. W czasie Potopu szwedzkiego wziął udział w 1656 roku w kampanii zimowej pod dowództwem Stefana Czarnieckiego. W 1660 roku jako dowódca pułku jazdy wyróżnił się w stoczonej z wojskami moskiewskimi bitwie pod Cudnowem. Jako poseł z ziemi halickiej sprzeciwiał się planom króla Jana Kazimierza Wazy wprowadzenia elekcji vivente rege, w związku z czym król, chcąc go zjednać, nominował go w 1660 chorążym wielkim koronnym, dzięki czemu Potocki nie wziął udziału w rokoszu Lubomirskiego. Na sejmie abdykacyjnym 16 września 1668 roku podpisał akt potwierdzający abdykację Jana II Kazimierza Wazy i na tym sejmie Andrzej Potocki otrzymał nominację na wojewodę kijowskiego. Po abdykacji króla, wspierał Jana Sobieskiego zwalczającego wybór na nowego króla Michała Korybuta Wiśniowieckiego i wspierał kandydaturę carewicza Fiodora oraz kandydaturę francuską Ludwika II de Bourbon-Condé.
Po upadku twierdzy w Kamieńcu Podolskim w sierpniu 1672 roku jako członek stronnictwa malkontentów wspierał zwalczającą króla magnaterię podczas konfederacji szczebrzeszyńskiej, mającej na celu obronę Jana Sobieskiego, wpływów magnaterii i sprzeciwiającą się planom reformy ustroju państwa forsowanych przez dworskie stronnictwo regalistów króla Michała Korybuta Wiśniowieckiego i konfederację gołąbską. W 1673 roku odznaczył się w drugim dniu bitwy pod Chocimiem, gdzie dowodził lewym skrzydłem wojsk koronnych i odparł kontratak turecki na tyły prawego skrzydła wojsk polskich. Był elektorem Jana III Sobieskiego z województwa kijowskiego w 1674 roku, choć zwalczał politykę profrancuską i antybrandenburską króla. W 1675 rozbił Tatarów w bitwie pod Kałuszem i dowodził obroną Stanisławowa. W 1676 roku brał udział w obronie Żurawna. W 1680 mianowany wojewodą krakowskim, a kasztelanem krakowskim w 1682. W 1683 podczas wyprawy wiedeńskiej król powierzył mu tymczasowe rządy nad Rzecząpospolitą. Wówczas, prowadząc działania wojenne na Podolu, odzyskał większą część tej krainy (m.in. Niemirów i Jagielnicę) z rąk tureckich, próbował zdobyć Jazłowiec oraz pokonał Tatarów w bitwie pod Zinkowem. W 1684 został hetmanem polnym koronnym. Następnie brał udział w nieudanych wyprawach żwanieckiej w 1684 roku i mołdawskiej w 1686.
W 1662 r. na gruncie wsi Zabłotów polecił zbudować ufortyfikowane miasto, nazwane na cześć starszego syna Stanisławowem. Wkrótce Stanisławów stał się główną twierdzą w południowej części ziemi halickiej. W Stanisławowie ufundował kolegiatę pod wezwaniem św. Andrzeja i św. Stanisława, w której spoczął po śmierci, a którego szczątki zostały sprofanowane i wyrzucone z rodowych krypt podczas planowanego niszczenia stanisławowskiej kolegiaty przez ukraińskich komunistów po 1963 r.

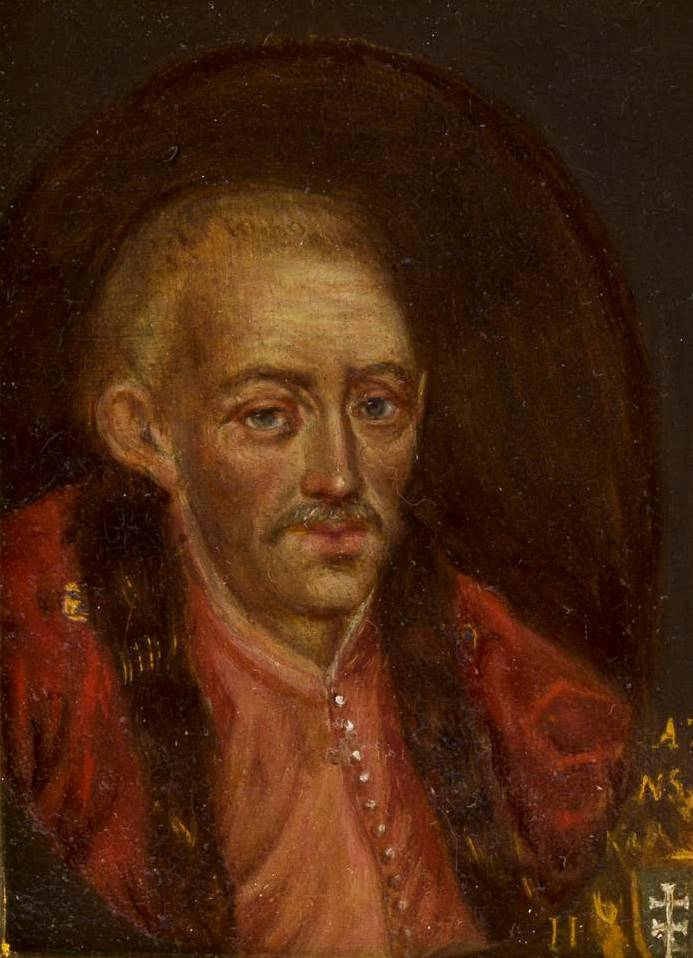
Andrzej Potocki
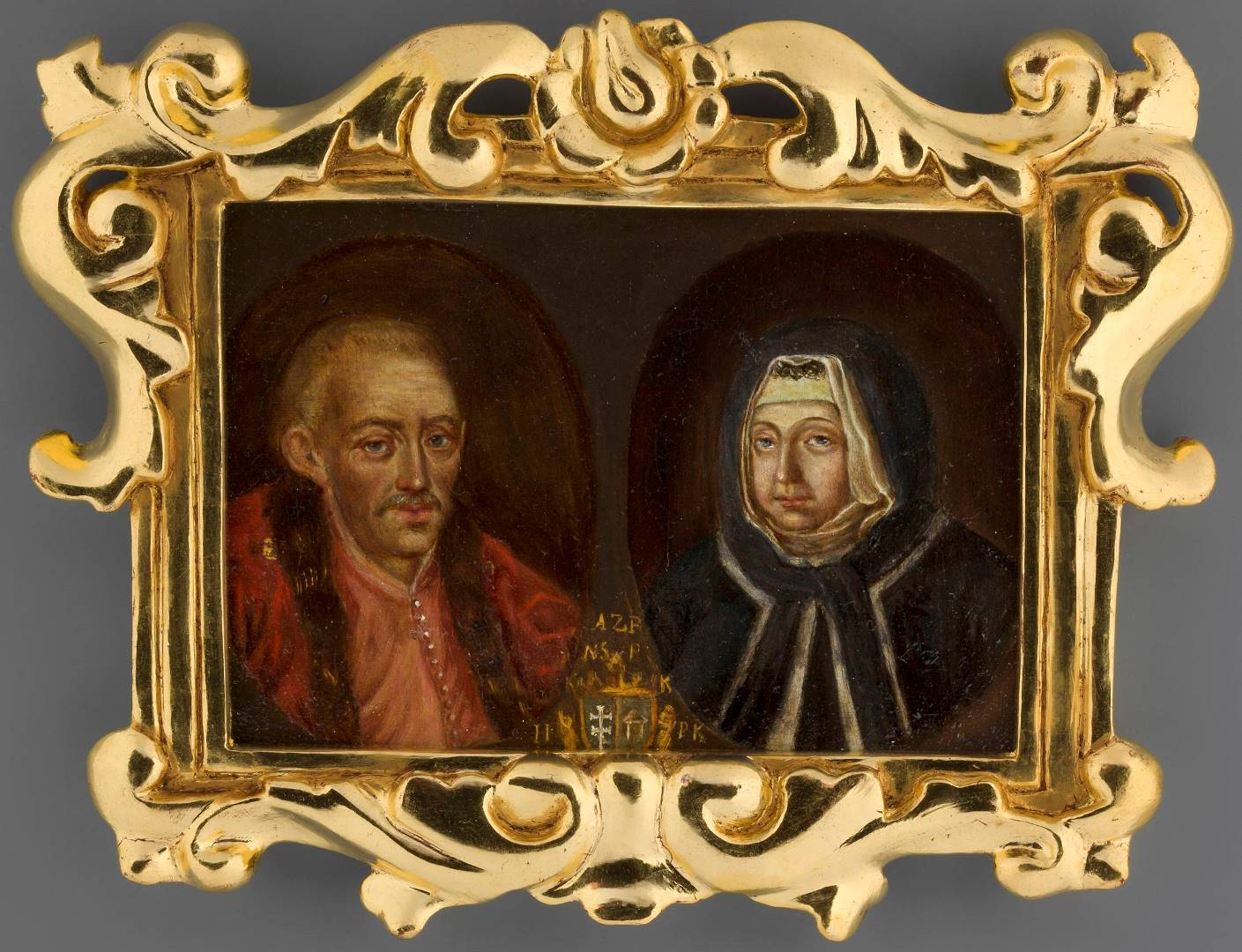
Portret Andrzeja Potockiego i Anny z Rysińskich
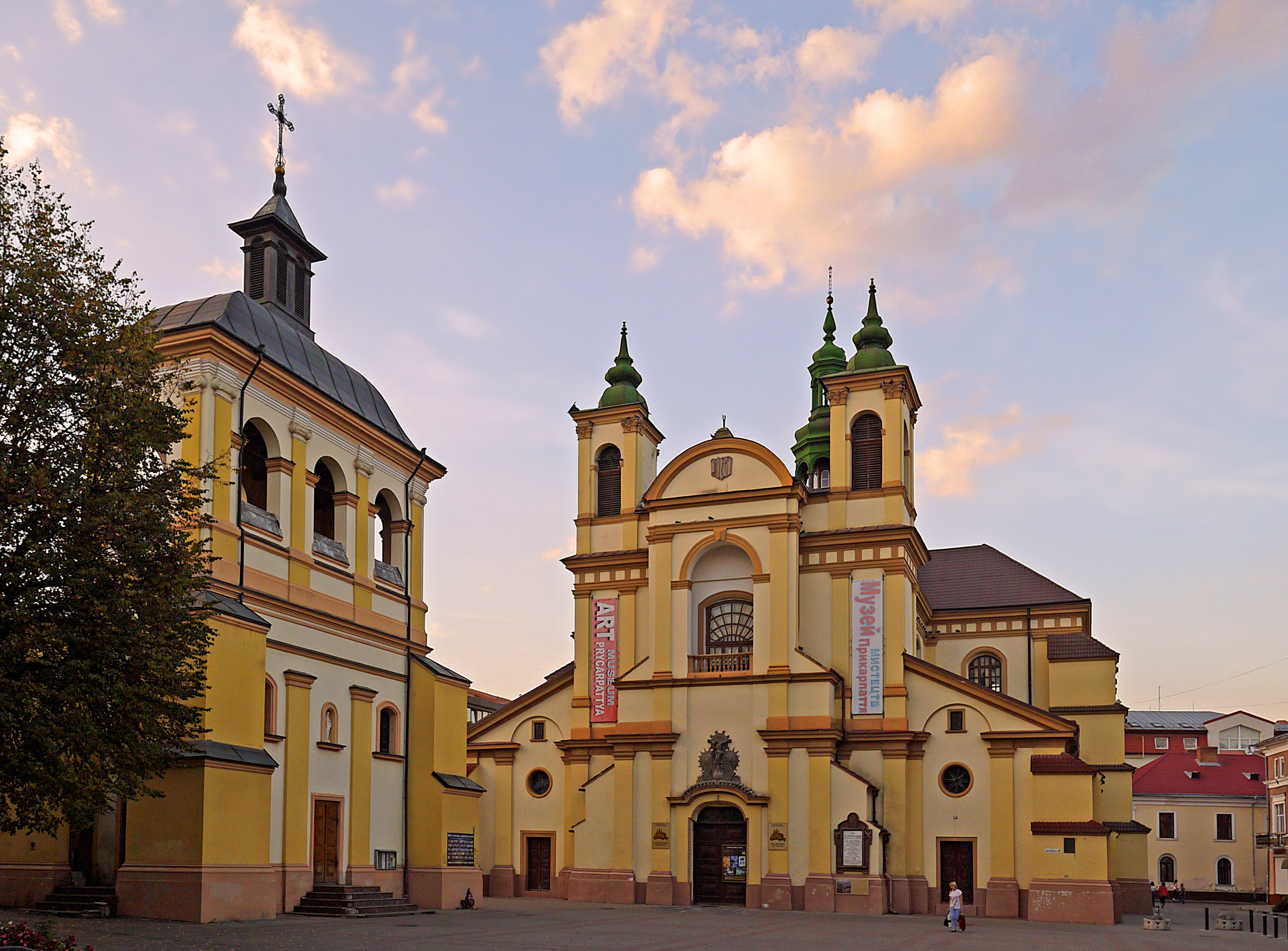
Kolegiata w Stanisławowie - fundacja i miejsce pochówku
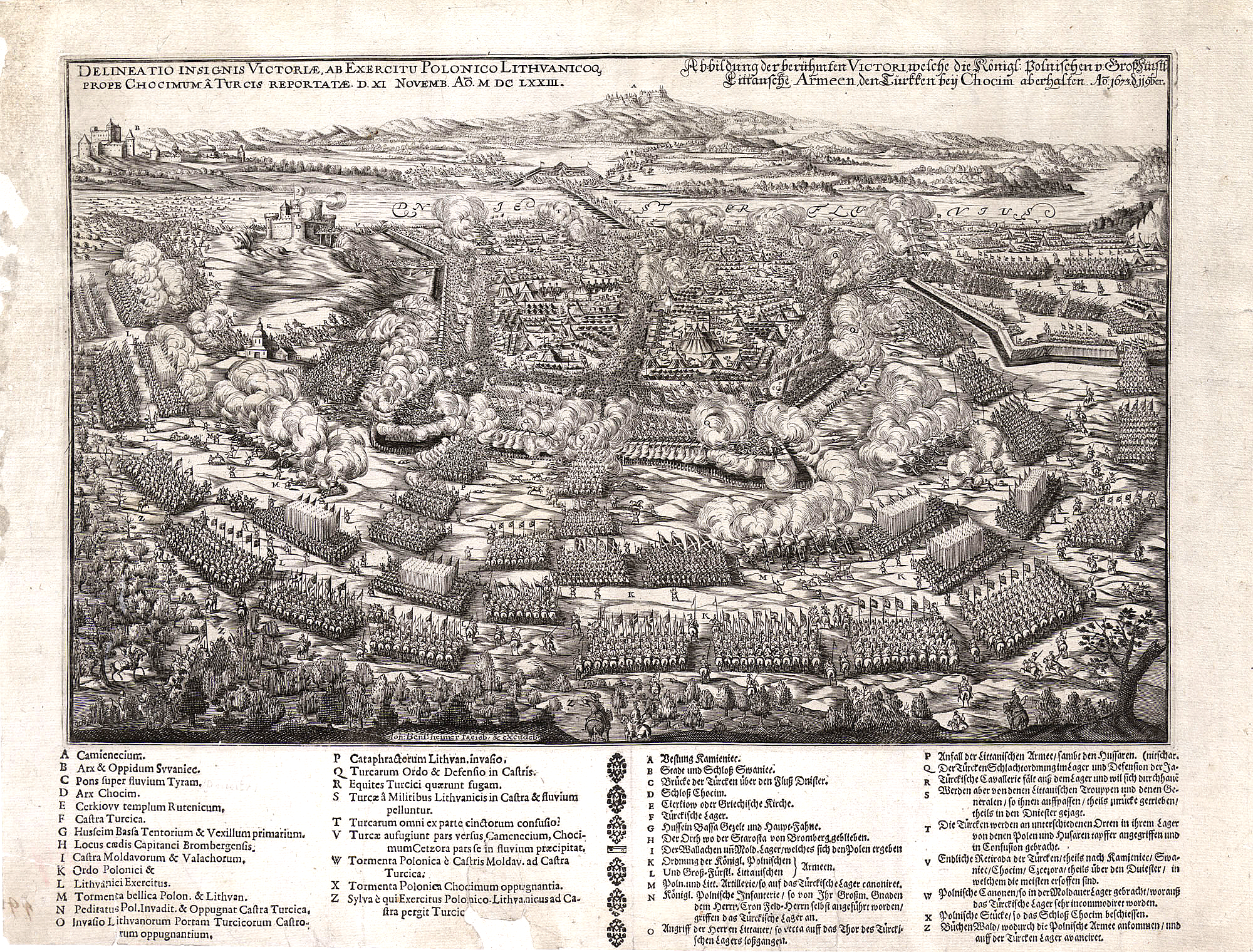
Bitwa pod Chocimiem w 1673 r.
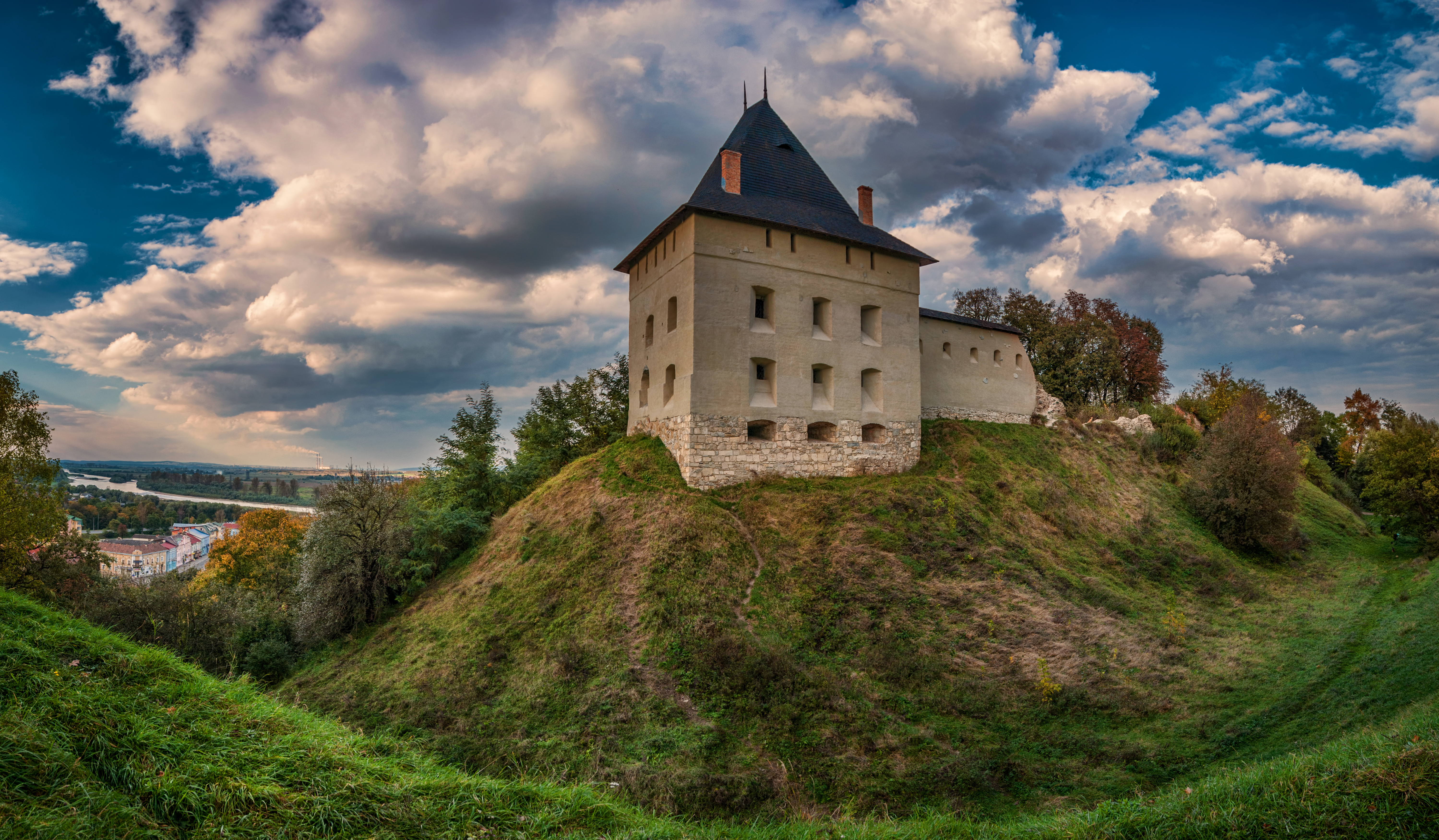
Zamek w Haliczu umocniony przez Andrzeja Potockiego